# Меир Даган
Меир Даган е генерал-майор от израелската армия и бивш директор на Мосад (външното разузнаване).

## Биография
Родителите на Меир Даган са полски евреи, депортирани в Сибир след разделянето на Полша между СССР и Нацистка Германия през 1939 г. През 1950 година Меир Даган заедно със семейството си се установява в град Бат Ям, Израел.

### Военна служба
През 1963 г. Меир Даган постъпва в израелската армия, по време на военната служба е участвал в най-ожесточените сблъсъци по време на арабско-израелския конфликт. От 1963 до 1970 година работи в парашутно-десантни войски, участва в боевете в Синайския полуостров и Голанските възвишения (1967). През 1971 г. е удостоен с медал за храброст.

### Военни длъжности
През 1970 г. е един от организаторите на елитната антитерористична единица. През 1991 година Ехуд Барак го назначава за помощник-началник на Генералния щаб на израелската армия, а на следващата година е назначен за помощник-началник на Главна дирекция Операции на Генералния щаб, но през 1995 година поема оставка.
През 1996 г. министър-председателя Шимон Перес го назначава за заместник-началник на контра-отдел тероризма към кабинета на министър-председателя на Израел. През 2001 година представлява предизборната кампания на Ариел Шарон.

### Мосад
На 2 октомври 2002 г. Ариел Шарон го назначава за директор на Мосад, на 30 април 2009 г. Бенямин Натаняху решава да разреши правомощията на Меир Даган като ръководител на Мосад.